# پالاس انترتینمنت
پالاس اینترتینمنت (انگلیسی: Palace Entertainment) یک شرکت سرگرمی مستقر در نیوپورت بیچ در کالیفرنیا است.